# Kisülés (település)
Kisülés (1890-ig Kis-Lehota, szlovákul: Malá Lehota) község Szlovákiában, a Besztercebányai kerületben, a Zsarnócai járásban.

## Fekvése
Újbányától 16 km-re, északnyugatra fekszik.

## Története
1388-ban "Kyslyhota" néven említik először Russó várának tartozékaként. A Bars vármegye északnyugati részén fekvő település később a kistapolcsányi uradalom része volt. A hegyes vidéken fekvő község határát főként erdők és rétek alkották. Lakói főként favágással, fazsindely készítéssel foglalkoztak, házai is fából épültek. 1536-ban 3 portával szerepel a dézsmajegyzékben. 1601-ben 9 háza létezett. 1715-ben a faluban kocsma és két malom állt, 17 adózó háztartással. 1828-ban 102 házában 641 lakos élt, akik földművelők és favágók voltak. A 19. században a Keglevich család birtokolta. A század végén a romló életkörülmények miatt számos lakosa távozott az országból.
Vályi András szerint "Kis, és Nagy Lehota. Két falu Bars Várm. Kis Lehotának földes Urai G. Keglevics, és G. Koháry Uraságok; Nagy Lehotának pedig a’ Besztercze Bányai Püspök, lakosaik katolikusok, fekszenek Királyhegyhez egy mértföldnyire, határbéli földgyeik meg lehetősek, hasznos erdejek van, legelőjök elég, földgyei hegyesek."
Fényes Elek szerint "Lehota (Kis), tót f., Bars vmegyében, Velkapolához 3/4 mfld. 641 kath. lak. Roppant erdő. Sok irtás. F. u. gr. Keglevics. Ut. posta Szántó."
A trianoni békeszerződésig Bars vármegye Aranyosmaróti járásához tartozott.

## Népessége
| Év:            | 1994. | 2004.    | 2014.    | 2024.    |
| -------------- | ----- | -------- | -------- | -------- |
| Emberek száma: | 1166  | 1017     | 885      | 791      |
| Eltérés:       |       | -12,77 % | -12,97 % | -10,62 % |

| Év:            | 2023. | 2024.   |
| -------------- | ----- | ------- |
| Emberek száma: | 812   | 791     |
| Eltérés:       |       | -2,58 % |

1910-ben 1309-en lakták, túlnyomórészt szlovákok.
2001-ben 1060 lakosából 1046 szlovák volt.
2011-ben 928 lakosából 883 szlovák.

## Nevezetességei
- Római katolikus temploma 1820-ban épült, klasszicista stílusban.
- A katolikus népiskola épülete 1852-ben létesült.

## Külső hivatkozások
- Községinfó
- Kisülés Szlovákia térképén
- A község az Újbányai régió honlapján Archiválva 2007. április 1-i dátummal a Wayback Machine-ben
- E-obce.sk Archiválva 2007. december 4-i dátummal a Wayback Machine-ben